# Livret de développement durable et solidaire
En France, le livret de développement durable et solidaire (LDDS) (anciennement livret de développement durable, lui-même issu du compte pour le développement industriel ou codévi) est un livret d'épargne réglementé et défiscalisé. À la fin mars 2025, l'épargne totale placée par les Français sur leur LDDS atteignait 162,4 milliards d'euros. Depuis la promulgation de la loi du 9 décembre 2016, il s'appelle livret de développement durable et solidaire et, comme son nom l'indique, son champ concerne désormais également les acteurs de l'action sociale et l'insertion.

## Caractéristiques
C'est un compte d'épargne à vue créé pour collecter des fonds destinés au financement des travaux d'économie d'énergie dans les bâtiments anciens ; il sert aussi au financement des petites et moyennes entreprises (PME). Depuis le 9 décembre 2016, les établissements distribuant le LDDS doivent proposer aux détenteurs, tous les ans, d'affecter une partie des sommes qui y sont déposées sous forme de don à une entreprise de l'économie sociale et solidaire (ou entreprise solidaire d'utilité sociale agréée). Le LDDS remplace le livret de développement durable, issu lui-même du livret codévi (« compte de développement industriel »). Il a l'avantage d'être totalement défiscalisé (net d'impôts et de prélèvements sociaux).
Toute personne physique ayant son domicile fiscal en France peut bénéficier d'un LDDS, plafonné à 12 000 € (hors capitalisation des intérêts) depuis le 1er octobre 2012.
Un seul LDDS peut être ouvert par contribuable ou un pour chacun des époux ou partenaires liés par un pacte civil de solidarité, soumis à une imposition commune (deux livrets de développement durable maximum par foyer fiscal).
Les versements sont libres. Aucun solde minimum n'est exigé légalement, mais la banque peut en imposer un (souvent 10 € ou 15 €). Son plafond, de 6 000 € jusqu'au 30 septembre 2012, est aujourd'hui fixé à 12 000 €. Le capital placé reste disponible à tout moment.
Les intérêts sont calculés par quinzaine, conformément au principe, en France, en matière de livrets réglementés (les versements ont une valeur appliquée le premier jour de la quinzaine suivante, les retraits, le dernier jour de la quinzaine précédente).
Cette ressource sert aussi à financer, dans la limite de 10 %, les aménagements des collectivités en soutien aux PME.

### Taux d'intérêt
Depuis 2003, son taux d'intérêt est identique à celui du livret A. Depuis le 1er février 2025, il est donc de 2,4 %.

## Historique

### Compte pour le développement industriel
Le compte pour le développement industriel ou codévi a été créé en 1983 (loi no 83-607 du 8 juillet 1983). C'était un produit d'épargne distribué par l'ensemble des banques sur le territoire français et était totalement défiscalisé. Il faisait partie des produits d'épargne dont les modalités sont directement fixées par l'État (« épargne administrée »). Le 10 octobre 2006, le premier ministre Dominique de Villepin annonce le relèvement du plafond du Codevi de 4 600 € à 6 000 € et l'extension de l'utilisation des ressources Codevi au financement des équipements d'économies d'énergie, d'énergies renouvelables à destination des particuliers et éligible au crédit d'impôt ciblées sur ces équipements créant ainsi le LDD.

### Livret de développement durable
Depuis le 1er janvier 2007, le codévi est remplacé par le livret de développement durable (LDD) et garde les mêmes caractéristiques financières que son prédécesseur. Les banques peuvent ainsi flécher cette épargne pour le financement des équipements permettant des économies d'énergie dans les logements des particuliers.
En août 2012, le gouvernement annonce le relèvement du plafond du LDD. Plafond de 12 000 € en vigueur au 1er octobre 2012 fixé par décret no 2012-1056 publié au JO le 19 septembre 2012.

### Livret de développement durable et solidaire
Depuis le 9 décembre 2016, le LDD est remplacé par le LDDS et garde les mêmes caractéristiques que son prédécesseur. La modification tient au principe que les banques doivent annuellement proposer à leurs clients d'affecter une partie des sommes du LDDS sous forme de don à des entreprises de l'économie sociale et solidaire.

## Texte de loi
- Loi no 96-209 du 14 mars 1996 visant à étendre aux collectivités locales et à leurs groupements l'accès aux prêts distribués à partir des fonds déposés sur les comptes pour le développement industriel afin d'accompagner le développement ou l'implantation des petites et moyennes entreprises et à créer une obligation d'information sur l'utilisation de ces fonds (J.O no 68 du 20 mars 1996 page 4257)